# Tino Keller

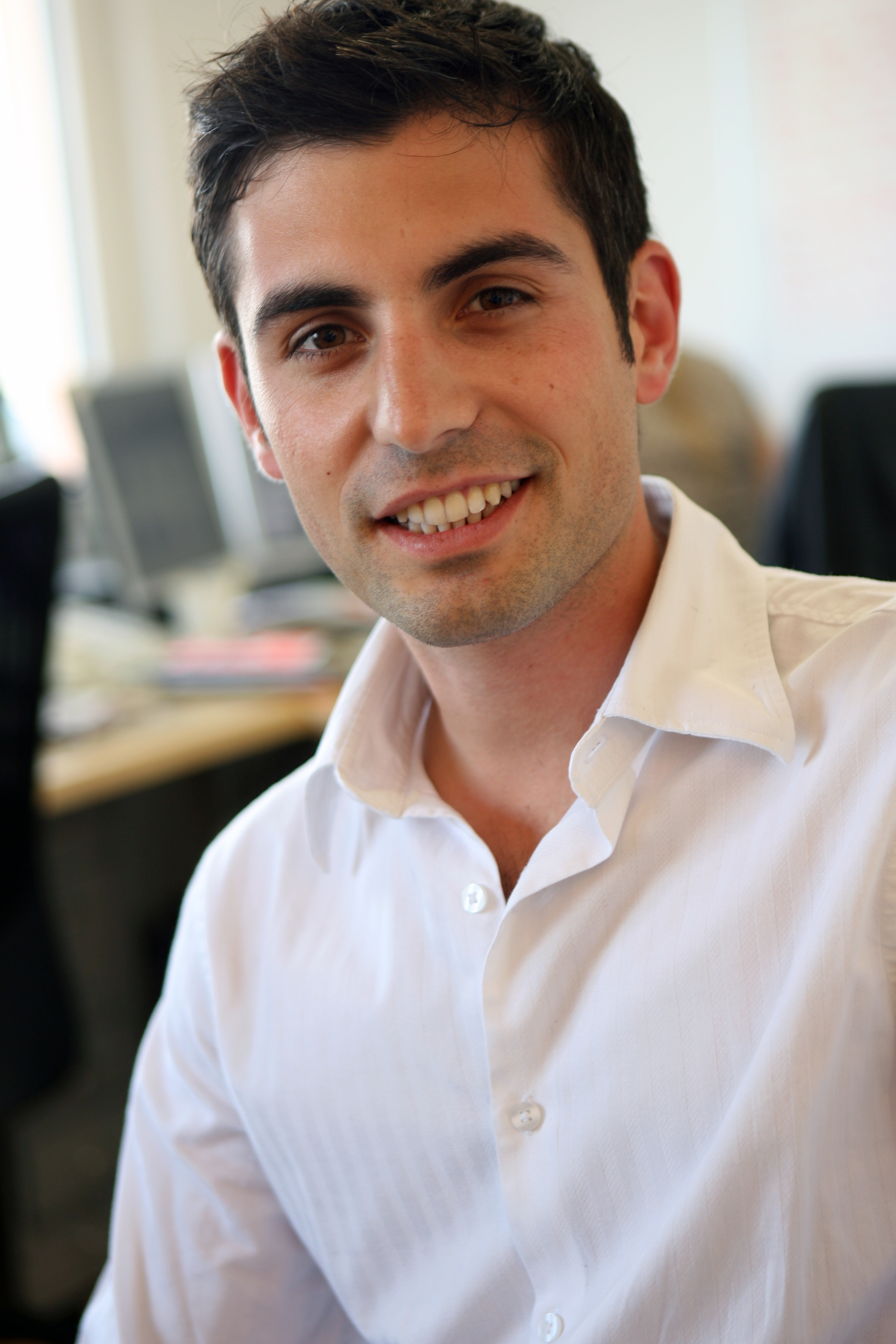
Tino Keller (2009)

Tino Keller  (* 20. Januar 1981 in Leimen) ist ein deutscher Unternehmer und Mitgründer der Lehrerbewertungsplattform Spickmich und des Nachrichten- und Medienportals Promiflash. Seit 2018 ist er Geschäftsführer des von ihm mitgegründeten Finanztechnologie-Startups Accountable.

## Ausbildung
Keller besuchte 1998 die Shrewsbury School in England und machte 2000 sein Abitur am Kurfürst-Friedrich-Gymnasium Heidelberg. Ab 2001 studierte er BWL in Köln und an der Päpstlichen Katholischen Universität von Argentinien. 2008 schloss er sein Studium an der Universität zu Köln als Diplom-Kaufmann ab.

## Beruflicher Werdegang
Studienbegleitend arbeitete Keller bei SAP Frankreich, Simon, Kucher & Partners und im Consulting der Deutsche Post DHL Group. 2007 gründete Keller zusammen mit Kommilitonen sein erstes Unternehmen Spickmich. Diese Online-Lehrerbewertungsplattform hatte bereits im ersten Jahr 1,5 Millionen registrierte Nutzer.
2009 war Keller Mitgründer von Promiflash. Das Online-Portal für Lifestyle und Prominente entwickelte sich schnell zu einem der reichweitenstärksten Nachrichten- und Medienportale im deutschsprachigen Raum. 2019 war Keller Mitgründer des Startups Accountable. Das Finanztechnologieunternehmen mit Sitz in Berlin und Brüssel bietet eine Mobile App an, mit der Selbständige Steuererklärungen einreichen können. Insgesamt wurden bei verschiedenen Finanzierungsrunden 10 Millionen Euro Wagniskapital eingeworben.

## Auszeichnungen
- The Rockstars 50: The biggest names on Germany’s digital marketing scene[17]
- Deutsche Startups: Deutschlands wichtigster Web-Gründer 2008 – die Top 50[18]

## Privates
Keller ist verheiratet, hat zwei Kinder und lebt in Berlin.